# Гошић
Гошић је насељено мјесто код Кистања, у Далмацији. Припада општини Кистање у Шибенско-книнској жупанији, Хрватска. Према попису становништва из 2011. године у насељу је живело 46 становника. Према прелиминарним подацима са последњег пописа 2021. године у месту је живело 20 становника.

## Географија
Гошић се налази око 10 км западно од Кистања.

## Историја
Насеље је од 1991. до 1995. било у саставу Републике Српске Крајине. Након хрватске војне операције „Олуја“, на дан 27. септембра 1995, хрватске снаге су у Гошићима убиле 7 српских цивила старије доби.

## Становништво
Према попису становништва из 2001. године, Гошић је имао 24 становника. Гошић је према попису из 2011. године имао 46 становника, и био је углавном насељен Србима.
Ранији пописи
| Националност       | 1991. | 1981. | 1971. | 1961. |
| Срби               | 106   | 105   | 158   | 206   |
| Југословени        |       | 10    |       |       |
| Хрвати             |       |       |       | 4     |
| остали и непознато | 1     | 1     |       |       |
| Укупно             | 107   | 116   | 158   | 210   |

| Демографија | Демографија | Демографија |
| Година      | Становника  | Становника  |
| ----------- | ----------- | ----------- |
| 1961.       | 210         |             |
| 1971.       | 158         |             |
| 1981.       | 116         |             |
| 1991.       | 107         |             |
| 2001.       | 24          |             |
| 2011.       | 46          |             |

#### Родови
У Гошићу су до 1995. године живели родови:
Православци
- Бораци
- Жежељи
- Лежаићи
- Летунице
- Егићи